# Nehoiu
Nehoiu este un oraș în județul Buzău, Muntenia, România, format din localitatea componentă Nehoiu (reședința), și din satele Bâsca Rozilei, Chirlești, Curmătura, Lunca Priporului, Mlăjet, Nehoiașu, Păltineni, Stănila și Vinețișu. Este situat în zona montană a județului, pe cursul superior al râului Buzău. Are o populație de 10.211 locuitori (2011).
În afara centrului urban Nehoiu, din componența unității administrative fac parte satele: Vinețișu, Bâsca Rozilei, Lunca Priporului , Stănila, Chirlești, Curmătura, Mlăjet, Nehoiașu, Păltineni. Accesul către oraș se realizează pe DN 10 și pe calea ferată Buzău-Nehoiașu.
Prelucrarea lemnului este activitatea economică de bază a orașului, dezvoltarea turismului montan fiind în stadiu incipient.

## Așezare
Orașul se află în valea râului Buzău și este traversat de șoseaua națională DN10, care leagă Buzăul de Brașov. Pe teritoriul orașului, în dreptul satului Lunca Priporului, se ramifică din DN10 șoseaua județeană DJ203K, ce leagă orașul de Gura Teghii. Pentru transport feroviar, orașul este punctul terminus al căii ferate Buzău-Nehoiașu, pe care diversele localități componente ale orașului sunt deservite de stațiile Șețu, Păltineni, Nehoiu și Nehoiașu (ultima fiind cap de linie).

## Demografie
Componența etnică a orașului Nehoiu
     Români (92,84%)
     Alte etnii (0,08%)
     Necunoscută (7,08%)
Componența confesională a orașului Nehoiu
     Ortodocși (90,67%)
     Creștini după evanghelie (1,1%)
     Alte religii (0,77%)
     Necunoscută (7,46%)
Conform recensământului efectuat în 2021, populația orașului Nehoiu se ridică la 9.464 de locuitori, în scădere față de recensământul anterior din 2011, când fuseseră înregistrați 10.211 locuitori. Majoritatea locuitorilor sunt români (92,84%), iar pentru 7,08% nu se cunoaște apartenența etnică. Din punct de vedere confesional, majoritatea locuitorilor sunt ortodocși (90,67%), cu o minoritate de creștini după evanghelie (1,1%), iar pentru 7,46% nu se cunoaște apartenența confesională.
|  | Graficele sunt indisponibile din cauza unor probleme tehnice. Mai multe informații se găsesc la Phabricator și la wiki-ul MediaWiki. |

Date: Recensăminte sau birourile de statistică - grafică realizată de Wikipedia

## Politică și administrație
Orașul Nehoiu este administrat de un primar și un consiliu local compus din 17 consilieri. Primarul, Ionuț Milea[*], de la Partidul Social Democrat, este în funcție din 2016. Începând cu alegerile locale din 2024, consiliul local are următoarea componență pe partide politice:
|  | Partid                          | Consilieri | Componența Consiliului | Componența Consiliului | Componența Consiliului | Componența Consiliului | Componența Consiliului | Componența Consiliului | Componența Consiliului | Componența Consiliului | Componența Consiliului | Componența Consiliului | Componența Consiliului | Componența Consiliului |
|  | ------------------------------- | ---------- | ---------------------- | ---------------------- | ---------------------- | ---------------------- | ---------------------- | ---------------------- | ---------------------- | ---------------------- | ---------------------- | ---------------------- | ---------------------- | ---------------------- |
|  | Partidul Social Democrat        | 12         |                        |                        |                        |                        |                        |                        |                        |                        |                        |                        |                        |                        |
|  | Alianța Dreapta Unită           | 2          |                        |                        |                        |                        |                        |                        |                        |                        |                        |                        |                        |                        |
|  | Partidul Național Liberal       | 2          |                        |                        |                        |                        |                        |                        |                        |                        |                        |                        |                        |                        |
|  | Alianța pentru Unirea Românilor | 1          |                        |                        |                        |                        |                        |                        |                        |                        |                        |                        |                        |                        |

## Istoric

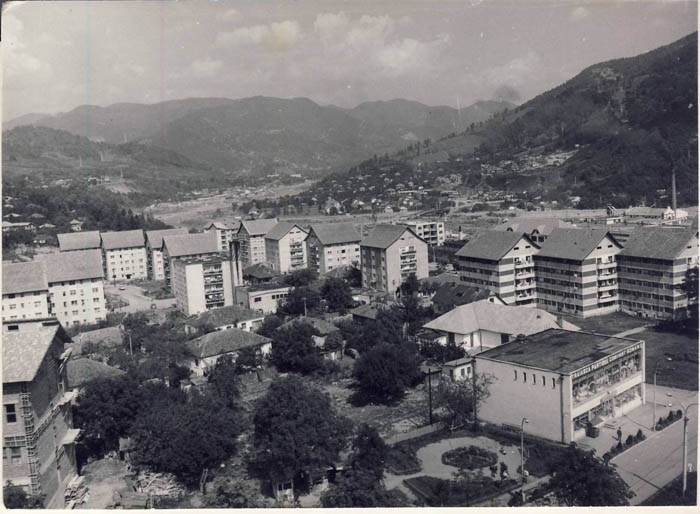
Sistematizarea comunei Nehoiu

La sfârșitul secolului al XIX-lea, teritoriul actual al orașului era organizat în mai multe comune rurale din plaiul Buzău al județului Buzău. Astfel, centrul orașului împreună cu localitățile vecine (Păltineni, Curmătura) formau comuna Păltineni, formată din cătunele Albinari, Botele, Cătiașu-Ploscari, Curmătura, Fundătura, Fundu Nehoiului, Gura Cătiașului, Muscani, Nehoiu, Păltineni, Pâslari și Piatra, având în total 1920 de locuitori. În comuna Păltineni erau  3 mori de apă, 2 făcaie, o stână la Fundu-Nehoiului, 3 biserici (la Păltineni, Nehoiu și Curmătura) și o școală cu 28 de elevi în Păltineni. Reședința comunei era încă de pe atunci cătunul Nehoiu.

Satele din extremitatea nordică a orașului (Nehoiașu, Lunca Priporului, Vinețișu și Bâsca Rozilei) făceau parte din comuna Nehoiașu (care cuprindea și teritoriul actual al comunei Siriu). Școala cu 45 de elevi din comuna Nehoiașu funcționa în satul Lunca Priporului.
Satele din zona sudică a orașului (Stănila, Mlăjet, Chirlești) alcătuiau comuna Mlăjetu, formată din cătunele Chirlești, După-Piatră, Între Sibice, Mlăjet, Păcura, Stănila, Topilele, Trestioara, Valea Lupului, Valea Rea și Valea Sibiciului, având în total 3150 de locuitori ce trăiau în 588 de case. În comună funcționau 2 mori, un făcău, o școală cu 30 de elevi și 4 biserici ortodoxe — la Mlăjetu, Stănila, Valea Lupului și Valea Sibiciului.
În 1925, cele trei comune își păstraseră în mare parte componența, erau arondate aceleiași plăși Buzău și aveau respectiv 2620 de locuitori (Păltineni), 1840 de locuitori (Mlăjetu) și 4028 de locuitori (Nehoiașu). Comuna Nehoiu a apărut în 1931, când s-a separat de comuna Păltineni: Nehoiu avea localitățile Albinari, Bâdârlegiu Mic, Botele, Colonia Fabricii Goetz de peste Pod, Fundu Nehoiului, Mușcani, Nehoiu și Pâslari; comuna Păltineni a rămas cu satele Bâdârlegiu Mare, Cătiașu-Pleșcari, Curmătura, Fundătura, Gura Cătiașului, Păltineni și Piatra; tot atunci, comuna Siriu s-a desprins din comuna Nehoiașu.
În 1950, comunele au fost incluse în raionul Cislău al regiunii Buzău și apoi (după 1952) al regiunii Ploiești. În 1968, reorganizarea administrativ-teritorială a dus la desființarea comunelor Mlăjetu, Nehoiașu (zona rămasă după despărțirea comunei Siriu) și Păltineni, incluse (cu excepția câtorva localități din sud) în comuna Păltineni (care și-a luat atunci numele de Nehoiu). Comuna Nehoiu a căpătat astfel componența actuală și a fost arondată județului Buzău, reînființat. Comuna Nehoiu a fost declarată oraș în 1989.

## Economie

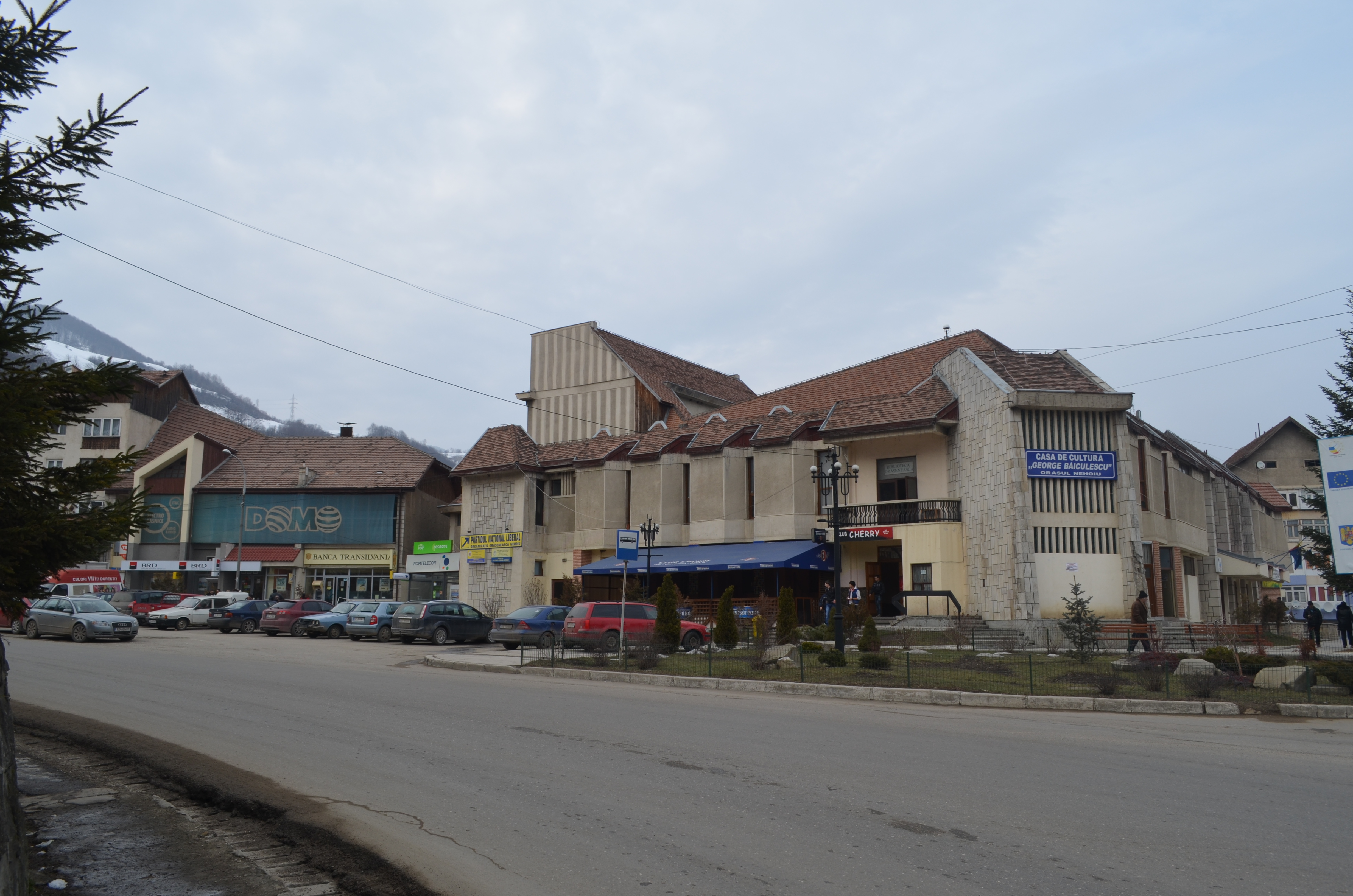
Centrul orașului Nehoiu

### Foresta Nehoiu
Principalul motor al activității economice locale este uzina de transformare a lemnului situată în centrul orașului. Fabrica a fost înființată cu capital austriac la începutul secolului al XX-lea, de către firma Goetz. În perioada interbelică, pentru ca activele ei să nu fie incluse în despăgubirile de război datorate de Austria, a fost transferată unei firme elvețiene, dar ulterior a devenit firmă cu capital italian („Foresta Italo-Română”). Afectată de lupte în 1944, după lovitura de stat antifascistă din România, societatea a fost apoi naționalizată de guvernul comunist și a ajuns până în 1989, să funcționeze în pierdere. După revoluția din 1989, administrația de stat ce gestiona fabrica (împreună cu alte fabrici de mobilier și prelucrarea lemnului din țară) a fost reorganizată de mai multe ori; în 2000, fabrica, denumită „Foresta Nehoiu” a fost preluată de Omar Hayssam, un om de afaceri apropiat de Partidul Social Democrat, care a falimentat-o. Implicat în anumite acțiuni teroriste, Hayssam a fugit în Siria, fiind condamnat în lipsă la 20 de ani de închisoare pentru organizarea răpirii unor ziariști. Fabrica de la Nehoiu a fost achiziționată în 2011 de un investitor american.

### Infrastructură
În ce privește infrastructurile publice, Nehoiu este dotat cu un spital, o unitate de poliție, o sală de spectacole, un stadion, și o sală de sport.

## Monumente istorice

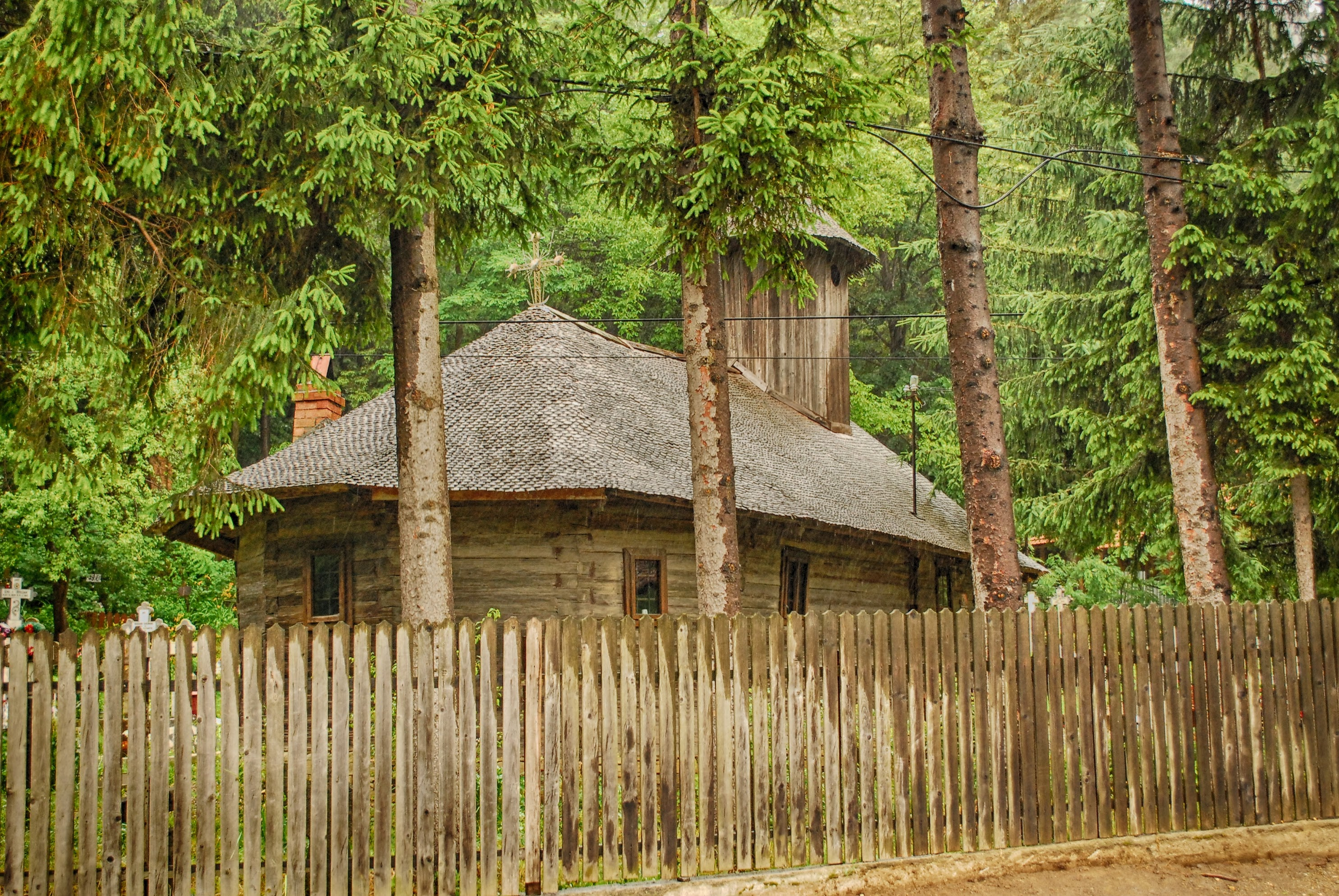
Biserica „Sfinții Împărați” din Lunca Priporului, monument istoric

În orașul Nehoiu se află biserica de lemn „Sfinții Împărați” (cu clopotnița) din satul Lunca Priporului, datând de la începutul secolului al XIX-lea, monument istoric de arhitectură de interes național.
Alte trei obiective din oraș sunt incluse în lista monumentelor istorice din județul Buzău ca monumente de interes local. Două sunt clasificate ca situri arheologice: situl de la Mlăjet, aflat în lunca Topilei, cuprinde o necropolă din Epoca Bronzului (mileniile al III-lea–al II-lea î.e.n.), o așezare și o necropolă din perioada Latène (secolele al IV-lea–I î.e.n.), o altă așezare cu necropolă din secolul I î.e.n., o așezare și o necropolă din epoca medievală timpurie (secolele al XI-lea–al XII-lea) și o așezare și o necropolă din secolele al XVI-lea–al XIX-lea; celălalt sit este o așezare medievală găsită la ieșirea din oraș spre Buzău și datând din Epoca Medievală (secolul al XVII-lea).
Al treilea monument de interes local este clasificat ca monument de arhitectură: este vorba despre biserica „Adormirea Maicii Domnului” (cu clopotnița), datând din anii 1700–1710, din zona Valea Nehoiașului.

## Personalități născute aici
- Bogdan Despescu (n. 1972), chestor de poliție;
- Mariana Solomon (n. 1980), atletă;
- Daniel Alexandru David (n. 1983), fotbalist.